# مهرجان موجودين للأفلام الكويرية
مهرجان موجودين للأفلام الكويرية (بالإنجليزية: Mawjoudin Queer Film Festival)‏ مهرجان سنوي تنظمه جمعية موجودين بتونس بصفة سنوية منذ 2018. وهو أول مهرجان متخصص في عرض الإنتاجات السينمائية المتعلقة بقضايا مجتمع الميم في شمال أفريقيا، ويركز المهرجان على عرض أعمال تبرز الهويات الكويرية خاصةً للأشخاص من دول الجنوب.

## أهدافه
ولدت فكرة المهرجان من خلال الحوارات التي ينضمها نادي السينما بجمعية موجودين حيث أجمع الأعضاء حول ضرورة حدث مماثل يجمع الإنتاجات الفنية المتعلقة بمجموعات الإل جي بي تي+ وإبراز التنوع والاختلاف بها، بهدف نشر رسالة تقبل ونبذ للهوموفوبيا في بلد قانونها يعتبر المثلية الجنسية جريمة عقابها السجن. هذه الرسالة تبرز بصفة مهمة في كل برمجة المهرجان وحتى في إستراتيجية التواصل التي اتبعها المنظمون. فمثلا، يعرض الملصق الإعلاني الرئيسي لنسخة 2018 وجوها مختلفة على كل المستويات (لباس، وضع جسماني، ملامح، إلخ)، تكسر مع كل الصور النمطية المستمدة من المعيارية على أساس الغيرية الجنسية.
كما أن مهرجان موجودين للأفلام الكويرية خصص مساحة كبيرة منذ تأسيسه إلى قضايا النسوية وذلك من خلال الأفلام المعروضة والتي تطرح مسألة جنسية المرأة من منظور مختلف عن السائد، والذي هو رجالي مبني كذلك علي المعيارية على أساس الغيرية الجنسية.

## تاريخه

### النسخة الأولى
نظمت النسخة الأولى للمهرجان بدعم من مؤسسة هيرشفلد إيدي الألمانية من 15 إلى 18 جانفي 2018. تم خلال هذه الأربعة أيام عرض أفلام قصيرة وطويلة أغلبها تم إنتاجه ببلدان العالم العربي وإفريقيا. تميزت النسخة الأولى بطريقة تقديم عرض البرمجة من خلال قصص مصورة طرحت موضوع التحرش الجنسي بالمدارس، حرية التعبير عن الهوية الجنسية والزواج الإجباري.
إحتضن المعهد الفرنسي بتونس الحدث. وللحفاظ على سلامة المشاركين والضيوف، قررت اللجنة المنظمة عدم الإعلان في وسائل الإعلام عن مكان المهرجان.
من الأفلام التي تم عرضها في النسخة الأولى:
- في الظل لندى مازني حفيظ: فيلم الافتتاح[8]

### النسخة الثانية
انطلقت نسخة 2019 في 22 مارس 2019 وستمتد على فترة 4 أيام كذلك. إلا أنه وإضافة لل31 عرض سينمائي المبرمجة، ستنظم ندوات حوار تتطرق إلى مختلف قضايا الهوية الجنسية والحريات الشخصية بمختلف بلدان العالم. كما يشتمل برنامج الفعالية على ورشات فنية متنوعة مفتوحة للعموم للاشتراك بها. ومن العناصر الأخرى التي أعطت للحدث بعدا اجتماعيا تنظيم ورشات عمل من قبل منظمة أكساس ناو حول السلامة الألكترونية، النفاذ للمعلومة وحفظ المعطيات الخاصة.
من الأفلام المبرمجة لنسخة 2019:
- يمين البكوش للتونسي طارق السردي
- ترافيستي لصفوان عبد اللالي
- بيت البحر للبناني روي ديب
- مباراة اليوم على الثالثة للأرجنتينية كلاريسا نافاس
- الفيلم الصيني «إكسترافاقانزا» لماثيو بارن
- الفيلم القصير الصامت "سيساك' لفواز عريف أنصاري
- الوثائقي بيكسا ترافيستي لكلوديا بريشيليا
- ماركو لجورج حداد
- الفيلم القائم على الفيديوهات المنزلية«ما أود قوله لابنتي إذا كنت أعرف ما سأقوله آنذاك» لشا روك

## وصلات خارجية
- الموقع الرسمي للمهرجان